# Buros
Buros ist eine französische Gemeinde mit 1.988 Einwohnern (Stand: 1. Januar 2022) im Département Pyrénées-Atlantiques in der Region Nouvelle-Aquitaine. Sie gehört zum Arrondissement Pau und zum Kanton Pays de Morlaàs et du Montanérès (bis 2015: Kanton Morlaàs).

## Geographie
Buros liegt in der historischen Provinz Béarn am Luy de Béarn und ist eine banlieue von Pau. Der Fluss Laaps begrenzt die Gemeinde im Norden. Umgeben wird Buros von den Nachbargemeinden Saint-Castin im Norden, Maucor im Norden und Nordosten, Morlaàs im Osten und Südosten, Pau im Süden und Südwesten sowie Montardon im Westen und Nordwesten.

## Bevölkerungsentwicklung
| 1962                      | 1968 | 1975 | 1982 | 1990 | 1999 | 2006 | 2012 |
| ------------------------- | ---- | ---- | ---- | ---- | ---- | ---- | ---- |
| 455                       | 637  | 691  | 919  | 1155 | 1416 | 1707 | 1774 |
| Quelle: Cassini und INSEE |      |      |      |      |      |      |      |

## Sehenswürdigkeiten

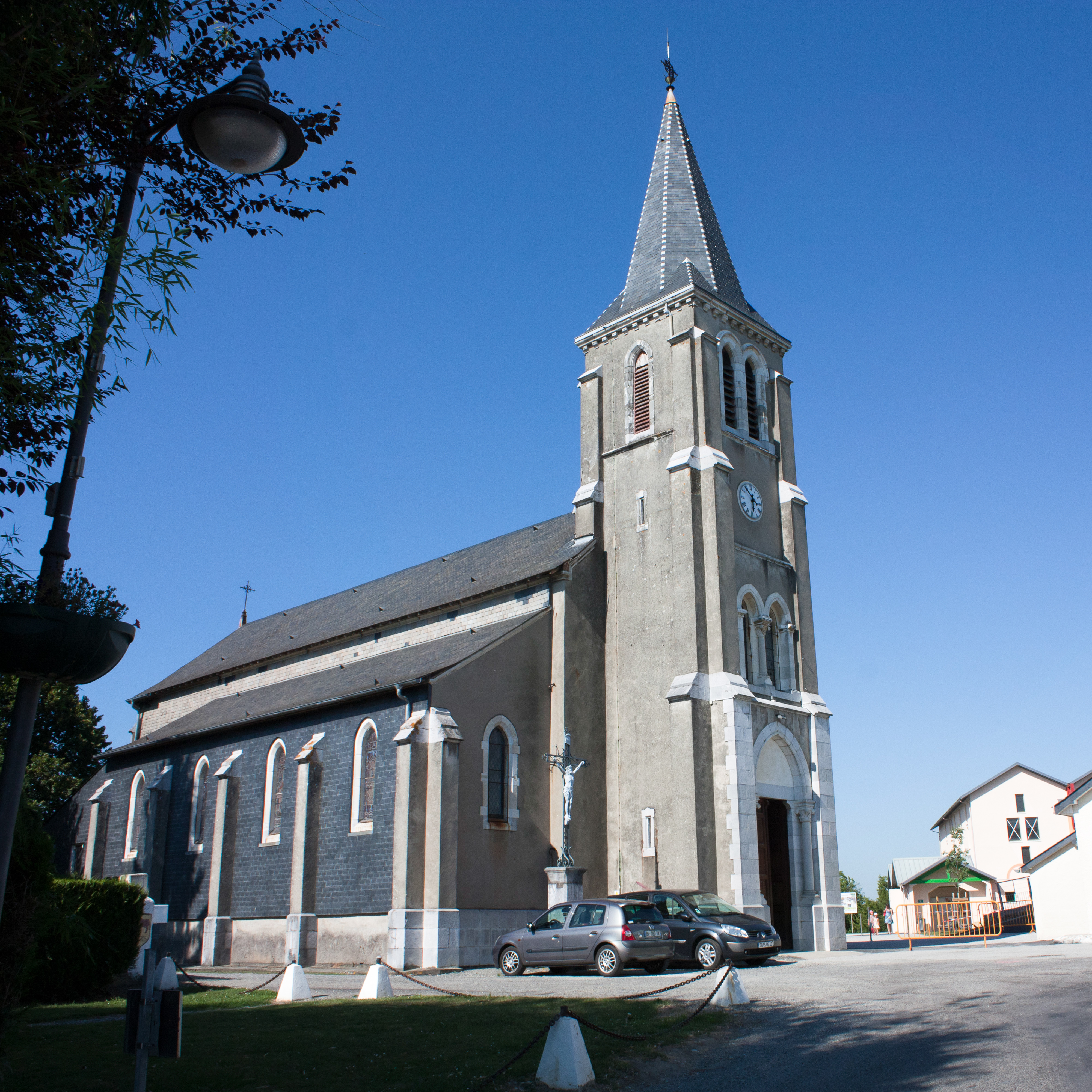
Kirche Saint-Pierre

- Kirche Saint-Pierre aus dem Jahre 1870
- Reste der früheren Befestigung aus dem 11. Jahrhundert